# ВЕС Торнтон-Банк
ВЕС Торнтон-Банк (нід. Thornton Bank) — бельгійська офшорна вітрова електростанція в Північному морі. В момент часткового введення в експлуатацію у 2008 році стала першою офшорною ВЕС країни.

## Загальна характеристика
Місце для станції обрали на піщаній банці Торнтон за 30 км від узбережжя, в районі з глибинами моря від 12 до 28 метрів. Тут на площі 23 км2 на баштах висотою 95 метрів встановили 54 вітрові турбіни Repower з діаметром ротору 126 метрів. Причому якщо перші шість мали потужність по 5 МВт, то для наступних цей показник збільшили до 6,15 МВт, що на той момент робило їх найпотужнішими вітроагрегатами в світі. Станція, загальна потужність якої становить 325 МВт, повинна забезпечувати виробіток 1 млрд кВт-год електроенергії на рік.
Проект реалізували через компанію C-Power, найбільшу частку в якій отримав концерн RWE (26,73 %). Серед інших власників можна назвати EDF Energies Nouvelles (наполовину належить енергетичному гіганту EDF), власника спеціалізованого флоту для офшорних робіт DEME, а також Regionale d'Investissement de Wallonie, Ecotech Finance, SOCOFE та NUHMA.
Вартість станції становила 1,3 млрд євро, з яких 900 млн були позичені у European Investment Bank, Eksport Kredit Fonden та Euler Hermes (дві останні організації — відповідно данське та німецьке експортні кредитні агентства).

## Перша фаза
Для першої черги, спорудженої у 2008 році, обрали гравітаційні фундаменти, кожен з яких важив від 2800 до 3000 тон та потребував в середньому 1,1 тис. м3 бетону і 215 тон сталі. Їх транспортування на місце та встановлення забезпечив плавучий кран великої вантжопідйомності Rambiz, крім того в роботах взяли участь чимало інших суден. Так, землесосний самовідвізний снаряд Brabo розпочав підготовку площадок, які потім були виповнені каменеукладальним судном Seahorse. Вже після опускання фундаментів їх полості заповнили за допомогою спеціально обладнаної баржі Thornton 1, якій подавали матеріал ще два землесосні снаряди Jade River та Vlaanderen XXI.
Доставку елементів вітрових агрегатів здійснило самопідйомне судно Vagant (воно ж в подальшому використовувалось під час робіт на даній ВЕС для розміщення будівельного персоналу), тоді як монтаж турбін виконало судно Buzzard (також самопідйомне, проте більшого розміру).

## Друга і третя фази

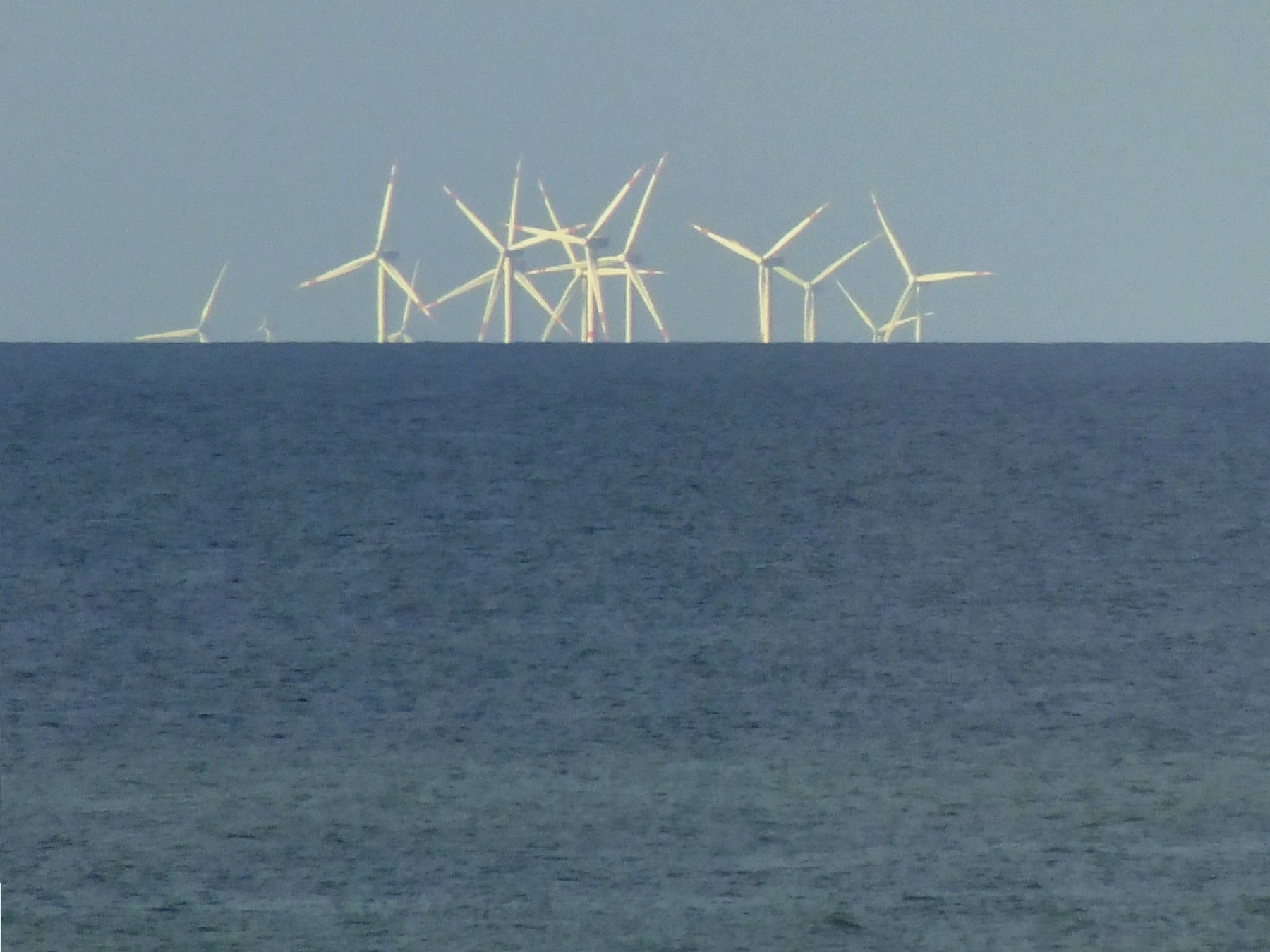
Фотографія електростанції з узбережжя Бельгії показує, як нижні частини більш віддалених вітряків поступово зникають за горизонтом демонструючи округлість Землі.

Наступні 48 турбін збільшеної потужності встановили з використанням решітчатих опор («джекетів»). Спочатку в 2011-му згадане вище судно Buzzard спорудило 196 паль діаметром по 1,8 метра — по 4 на кожну опору (включаючи фундамент для трансформаторної підстанції). Після того у 2011—2012 роках кран Rambiz (раніше так само задіяний на першому етапі будівництва) опустив на дно «джекети», кожен з яких важив від 470 до 573 тон та мав висоту від 37 до 47 метрів.
Доставку та монтаж 30 вітрових турбін виконало у 2012-му судно Neptune, а останні 18 агрегатів змонтував наступного року Goliath.

## Видача продукції
Спорудження трансформаторної підстанції, яка піднімає напругу до 150 кВ, провів все той же Rambiz. Її змонтували на «джекет» вагою 800 тон, при цьому вага самої чотирипалубної підстанції складала біля 2000 тон.
Вже під час спорудження першої черги судно Eide Barge 28 проклало головний експортний кабель довжиною 38 км. Пізніше його доповнили другим кабелем довжиною 36 км, над яким в 2012 році працювало судно Stemat Spirit. Перехід кабелями прибережної зони виконали за допомогою технології горизонтального спрямованого буріння, а на суходолі їх підключили до підстанції Sas Slijkens.